# Levantamiento de Arequipa (1856)
El 31 de octubre de 1856 se inició el levantamiento conservador en Arequipa, con un movimiento popular encabezado por Domingo Camino y Diego Masías y Llosa, que dos años antes habían apoyado la rebelión contra Echenique. Ellos invitaron a Manuel Ignacio de Vivanco, que había regresado de su exilio en Chile, a liderar el movimiento. En pocos días se armaron 500 hombres. El gobierno envío a Arica al BAP Loa y al BAP Ucayali que desembarcaron 2 escuadrones de cazadores a caballo y medio batallón de infantería, tomando a su vez a presos políticos acusados de conspirar en Arica, encarcelándolos en los pontones Highlander y Caupolicán. También llegó el gran mariscal Miguel de San Román a tomar el mando de las fuerzas e intimó la rendición de Arequipa el 16 de noviembre.
- Datos: Q19824950